# Малокубанский
Малокубанский — посёлок в Новопокровском районе Краснодарского края.
Входит в состав Кубанского сельского поселения.

## География

### Улицы
- ул. Весёлая,
- ул. Ветеранов,
- ул. Дружбы,
- ул. Звёздная,
- ул. Молодёжная,
- ул. Светлая,
- ул. Северная,
- ул. Спортивная,
- ул. Фестивальная,
- ул. Цветочная,
- ул. Южная.

## Население
| 2002 | 2010 |
| ---- | ---- |
| 649  | ↘530 |